# جوليت لويس
جوليت لويس (بالإنجليزية: Juliette Lewis) من مواليد 21 يونيو 1973 هي ممثلة أمريكية. معروفة بتصويرها لشخصيات شاذة غالبًا في أفلام ذات مواضيع داكنة. أصبحت «فتاة» للسينما الأمريكية في أوائل التسعينيات حيث ظهرت في العديد من الأفلام المستقلة والفنية. تشمل الجوائز التي حصلت عليها جائزة مهرجان البندقية السينمائي وترشيح لجائزة الأوسكار، وترشيح جوائز الغولدن غلوب، وترشيح لجائزة الإيمي برايم تايم.

## سيرة شخصية
ولدت جولييت ليك لويس  في لوس أنجلوس، كاليفورنيا والدها جيفري لويس وزوجته الأولى جلينيس باتلي وهي مصممة جرافيك.  لديها ثمانية أشقاء: إخوة أو أخوة غير أشقاء لايتفيلد وبيتر ومايلز وماثيو لويس؛ والأخوات أو الأخوات غير الشقيقات براندي وهانا وديردري لويس؛ وأخت إميلي كولومبير.   

## مشوارها وظيفي
بدأت لويس حياتها المهنية في التلفزيون بالسن الرابعة عشرة قبل أن يتم تمثيلها في أول دور سينمائي رئيسي لها مثلت بالدور أودري جريسوولد في إجازة عيد الميلاد الوطنية لامبون (1989). واستمرت في الحصول على إشعار دولي لدورها في فيلم مارتن سكورسيزي الجديد كيب فير (1991) والذي شهد ترشيح لويس لجائزة الأوسكار لأفضل ممثلة مساعدة بالإضافة إلى جائزة غولدن غلوب في نفس الفئة.

## مواقع خارجية
- جوليت لويس على موقع IMDb (الإنجليزية)
- جوليت لويس على موقع ميتاكريتيك (الإنجليزية)
- جوليت لويس على موقع روتن توميتوز (الإنجليزية)
- جوليت لويس على موقع مونزينجر (الألمانية)
- جوليت لويس على موقع قاعدة بيانات الأفلام العربية
- جوليت لويس على موقع ألو سيني (الفرنسية)
- جوليت لويس على موقع ميوزك برينز (الإنجليزية)
- جوليت لويس على موقع رولينغ ستون (الإنجليزية)
- جوليت لويس على موقع تيرنر كلاسيك موفيز (الإنجليزية)
- جوليت لويس على موقع أول موفي (الإنجليزية)

## أفلامها
- يكفي (فيلم) سنة 2002 للمخرج مايكل أبتيد.